# Малоісімово
Малоісі́мово (рос. Малоисимово, башк. Кесе Исем) — присілок у складі Кугарчинського району Башкортостану, Росія. Входить до складу Ісімовської сільської ради.
Населення — 30 осіб (2010; 24 в 2002).
Національний склад:
- росіяни — 75%